# Електрична кола
Електрична мрежа је скуп повезаних електричних делова који служе за пренос електричне енергије (електроенергетски систем) од извора (електране) до трансформаторских станица на рубовима великих подручја потрошње (преносна мрежа) те за раздеобу (дистрибуцију) електричне енергије до крајњих потрошача на том подручју (разделна мрежа). Такву енергетску електричну мрежу чине електрични енергетски водови којима се електрична енергија преноси на даљину те расклопна и трансформаторска електрична постројења (учински прекидачи, учински трансформатори, сабирнице). У делове мреже убрајају се и склопни апарати, направе за управљање радом мреже у нормалном погону, електрични инструменти и уређаји (мерни трансформатори), уређаји за заштиту од кварова.
Разликују се електричне мреже једносмерне и наизменичне електричне струје. Од почетка примене наизменичне електричне струје (крајем 19. века) губиле су мреже једносмерне струје на својој важности, па се данас употребљавају само у посебним ситуацијама, на пример за неке технолошке процесе и за електрична возила. Савремене електричне мреже наизменичне електричне струје већином су трофазне. На њих се могу прикључити и једнофазни потрошачи, али тада електрична мрежа мора имати и неутрални (повратни) проводник, па се једнофазни потрошач прикључује између фазног и неутралног проводника.
Велике количине електричне енергије на велике удаљености преносе се далеководима уз висок електрични напон. Преносне електричне мреже разврставају се на мреже високог напона, врло високог напона или највишег напона. У Европи су преносне мреже називних електричних напона 110 kV, 220 kV и 400 kV. Осим њих, широку употребу у свету имају, међу осталима, и мреже називних електричних напона 132 kV, 275 kV, 330 kV, 345 kV, 500 kV и 765 (750) kV, а у почетној је фази и увођење напона 1150/1200 kV (Русија, Јапан, САД). Разделне су мреже средњонапонске (више од 1 kV до 45 kV) и нисконапонске (до 1 kV). У у разделним мрежама за јавну електрификацију примењују средњи напони од 10 kV, 20 kV, 35 kV и ниски напон од 220/380 V у мрежама с 4 проводника (3 фазна и 1 неутрални проводник), где је мања вредност једнофазни напон, а већа вредност називни међуфазни или линијски напон (у току је пријелаз на 230/400 V). За индустријске и сличне мреже средњи су напони 3 kV и 6 kV, а ниски 1000 V, 500 V и 400/690 V. У терминологији електропривредних дистрибуцијских подузећа под мрежом високог напона разумију се све разделне мреже називнога напона вишег од 1 kV.
Водови електричне мреже постављају се над земљом (надземни водови) или под земљом или водом (кабловски водови), па мреже могу бити надземне, подземне или подводне (кабелске) и мешовите. Према подручју које покривају разликују се: месне мреже, за електрификацију мањих насеља, обично изведене као надземне нисконапонске мреже; градске мреже, обично као комбинације нисконапонске и средњонапонске, а код већих градова и високонапонске мреже, и то највећим делом изведене као кабалске; подручне мреже (потпреносне мреже), за раздеобу електричне енергије на неком већем подручју до појединих месних или градских мрежа и великих потрошача (индустрије), редовно изведене као средњонапонске и високонапонске надземне мреже те земаљске мреже, изведене као преносне надземне мреже, а покривају цело подручје државе.

## Електрично струјно коло
Електрично струјно коло, електрично коло или струјно коло је склоп извора електричне енергије, електричног проводника, потрошача и осталих делова који су међусобно спојени и кроз које тече електрична струја без гранања. Извори електричне енергије у електричном струјном колу су такозвани активни елементи струјнога кола, а остали су елементи пасивни.
У општијем значењу електричног струјног кола свака је петља унутар електричне мреже или модела мреже. Појам електричног струјнога кола користи се у електроници и у теорији електричних мрежа. Темељи се на Омовом закону и Кирхофовим правилима гранања. Протицање електричне струје електричним струјним колом увек је праћено појавом магнетног и електричног поља око проводника. Електромагнетна енергија у електричном струјном кругу, а каткад и у околном простору, претвара се у топлоту. Колико ће се топлоте створити у неком проводнику зависи од његовог електричног отпора, који утиче на јачину електричне струје у колу.
У електричном струјном кругу којим тече временски променљива електрична струја, на пример наизменична, утицај се магнетског и електричног поља на вредности електричног напона и струје изражава индуктивношћу и електричним капацитетом, који су параметри електричног струјног кола. Електрично струјно коло приказује се помоћу електричне схеме.
Мрежа која се састоји од електронских компоненти зове се електронски склоп. Такве мреже су обично нелинеарне па се анализирају напреднијим поступцима као што је рачунарска симулација.

### Омов закон
Омов закон (назван по немачком физичару Георгу Симону Ому) је закон према којему је јачина електричне струје I у електричном проводнику, при константној температури, одређена као однос електричног напона U који ствара електричну струју и електричног отпора R:
{\displaystyle I={\frac {U}{R}}}
И остали облици тог облика закона такође се називају по Ому:
{\displaystyle U=I\cdot R}
{\displaystyle R={\frac {U}{I}}}
{\displaystyle I=U\cdot G}
где је:
- I - јачина електричне струје кроз струјно коло у амперима (A);
- U - електрични напон извора у волтима (V);
- R - укупан електрични отпор струјног кола (отпор потрошача + отпор електричних водова + унутрашњи отпор извора струје) у омима (Ω). Ом се може написати и као волт/ампер (V/A).
- G - електрична проводљивост, па и неки изведени облици, на пример за проводнике при различитим температурама.

Омов закон је један од темељних закона електротехнике. Омов закон вреди за метале и проводне растворе. Такви се проводници зову омским проводницима. За неке материјале Омов закон не вреди а такви се проводници зову неомски.

## Просто електрично коло са једним извором и једним пријемником
Електрично-струјно коло представља затворен систем који има улогу да обезбеди стално протицање електричне струје и састоји се од 
- извора електричне енергије (струјни извор)
- пријемника-потрошача електричне енергије
- спојних проводника који преносе електричну енергију од извора до пријемника

Извор електричне енергије има улогу да претвори неки други вид енергије (механичку, хемијску, светлосну,..) у електричну и представља активни елемент електричног кола.
Пријемник-потрошач има улогу да електричну енергију претвори у други вид енергије који је човеку потребан (светлосна, топлотна, механичка ...) и заједно са проводницима представља пасивне делове електричног кола.

## Просто електрично коло са више извора и више пријемника-потрошача
Просто електрично коло са више извора и више пријемника-потрошача представља затворен проводни ланац разних електричних елемената, произвољан број реалних генератора и пријемника везаних на ред. Кроз све елементе кола протиче иста вредност електричне струје, а њена вредност рачуна се преко уопштеног Омовог закона.

## Сложено електрично коло
Сложено електрично коло састављено је од више простих електричних кола. Уз основне делове (извора, пријемника и проводника) постоје још и чворови (тачка у којој се спаја више проводника), грана (један или више елемената кроз које тече иста струја) и контура-петља (затворена линија коју чине гране кола).
Вредности електричне струје у сложеном електричном колу може се израчунати применом Кирхофових закона.

## Електричне мреже
Електричне мреже представљају елементе повезивања између електричних компоненти као што су отпорник, кондензатор, извор напајања, прекидач итд.
Електричне мреже које се састоје само из извора напајања (напонског или струјног), линеарних електронских елемената (отпорник, кондензатор и индукт), линеарног преносног система, могу се анализирати помоћу алгебре и разних метода трансформације, да би се прорачунале једносмерне струје, наизменичне струје и одговарајући напони.
Мрежа која садржи активне (електронске компоненте) такође је позната као електрично коло. Такве мреже су углавном нелинеарне те је прорачун напона и струја у њеним деловима доста тежи задатак.

## Методи пројектовања
Да би пројектовали електрично коло, било аналогно или дигитално, инжењери морају бити способни да прорачунају вредности струја и напона у деловима кола. Линеарна кола се могу прорачунати употребом комплексног рачуна. Остала кола се софтверски прорачунавају.
Постоје специјализовани програми за прорачун кола као што су VHDL или HSPICE.

## Електрични закони
Постоји неколико електричних закона за решавање електричних кола :
- Кирхофови закони за јачину струје: Сума свих струја које улазе у један чвор, мора бити једнака суми струја које излазе из чвора.[4][5]
- Кирхофови закони за напон: Укупан збир свих електричних потенцијала по затвореној електричној контури мора бити једнак нули.
- Омов закон: каже да, уколико се на отпорнику отпорности један ом појави пад напона од један волт, јачина струје је један ампер.[6][7]
- Нортонова теорема: У колима се напонски и струјни извори замењују идеалним струјним извором напајања и отпорником у паралели.[8][9]
- Тевененова теорема: У колима се напонски и струјни извори замењују идеалним напонским извором напајања и отпорником везаним на ред.[10][11]

Други, доста тежи закони се користе за решавање електричних кола која у себи садрже не линеарне елементе.